# Verbund (Kategorientheorie)
Der Verbund kleiner Kategorien ist im mathematischen Teilgebiet der Kategorientheorie eine Operation, welche die Kategorie der kleinen Kategorien zu einer monoidalen Kategorie macht. Insbesondere macht der Verbund aus zwei kleinen Kategorie eine weitere kleine Kategorie. Unter dem Nerv korrespondiert der Verbund kleiner Kategorien mit dem Verbund simplizialer Mengen.

## Definition
Für kleine Kategorien {\displaystyle {\mathcal {C}}} und {\displaystyle {\mathcal {D}}} ist ihr Verbund {\displaystyle {\mathcal {C}}\star {\mathcal {D}}} die kleine Kategorie mit:
{\displaystyle \operatorname {Ob} ({\mathcal {C}}\star {\mathcal {D}})=\operatorname {Ob} ({\mathcal {C}})\sqcup \operatorname {Ob} ({\mathcal {D}});}
{\displaystyle \operatorname {Hom} _{{\mathcal {C}}\star {\mathcal {D}}}(X,Y):={\begin{cases}\operatorname {Hom} _{\mathcal {C}}(X,Y);&X,Y\in \operatorname {Ob} ({\mathcal {C}})\\\operatorname {Hom} _{\mathcal {D}}(X,Y);&X,Y\in \operatorname {Ob} ({\mathcal {D}})\\\{*\};&X\in \operatorname {Ob} ({\mathcal {C}}),Y\in \operatorname {Ob} ({\mathcal {D}})\\\emptyset ;&X\in \operatorname {Ob} ({\mathcal {D}}),Y\in \operatorname {Ob} ({\mathcal {C}})\end{cases}}.}
Der Verbund definiert einen Funktor {\displaystyle -\star -\colon \mathbf {Cat} \times \mathbf {Cat} \rightarrow \mathbf {Cat} }, welcher zusammen mit der leeren Kategorie als Einheitselement die Kategorie der kleinen Kategorien {\displaystyle \mathbf {Cat} } zu einer monoidalen Kategorie macht.
Für eine kleine Kategorie {\displaystyle {\mathcal {C}}} seien dessen linker und rechter Kegel definiert als:
{\displaystyle {\mathcal {C}}^{\triangleleft }:=[0]\star {\mathcal {C}};}
{\displaystyle {\mathcal {C}}^{\triangleright }:={\mathcal {C}}\star [0].}

## Rechtsadjungierte
Sei {\displaystyle {\mathcal {D}}} eine kleine Kategorie. Der Funktor {\displaystyle {\mathcal {D}}\star -\colon \mathbf {Cat} \rightarrow {\mathcal {D}}\backslash \mathbf {Cat} ,{\mathcal {D}}\mapsto ({\mathcal {C}}\mapsto {\mathcal {D}}\star {\mathcal {C}})} hat einen Rechtsadjungierten {\displaystyle {\mathcal {D}}\backslash \mathbf {sSet} \rightarrow \mathbf {sSet} ,(F\colon {\mathcal {D}}\rightarrow {\mathcal {E}})\mapsto F\backslash {\mathcal {E}}} (alternativ notiert als {\displaystyle {\mathcal {D}}\backslash {\mathcal {E}}}) und der Funktor {\displaystyle -\star {\mathcal {D}}\colon \mathbf {Cat} \rightarrow {\mathcal {D}}\backslash \mathbf {Cat} ,{\mathcal {D}}\mapsto ({\mathcal {C}}\mapsto {\mathcal {C}}\star {\mathcal {D}})} hat ebenfalls einen Rechtsadjungierten {\displaystyle {\mathcal {D}}\backslash \mathbf {sSet} \rightarrow \mathbf {sSet} ,(F\colon {\mathcal {D}}\rightarrow {\mathcal {E}})\mapsto {\mathcal {E}}/F} (alternativ notiert als {\displaystyle {\mathcal {E}}/{\mathcal {D}}}). Ein spezieller Fall ist mit der terminalen kleinen Kategorie {\displaystyle {\mathcal {D}}=[0]}, da {\displaystyle \mathbf {Cat} _{*}=[0]\backslash \mathbf {Cat} } idie Kategorie der punktierten kleinen Kategorien ist.

## Eigenschaften
- Der Verbund ist assoziativ. Für kleine Kategorien {\displaystyle {\mathcal {C}}}, {\displaystyle {\mathcal {D}}} und {\displaystyle {\mathcal {E}}} gilt:[3]
{\displaystyle ({\mathcal {C}}\star {\mathcal {D}})\star {\mathcal {E}}\cong {\mathcal {C}}\star ({\mathcal {D}}\star {\mathcal {E}}).}
- Der Verbund kehrt sich unter der dualen Kategorie um. Für kleine Kategorien {\displaystyle {\mathcal {C}}} und {\displaystyle {\mathcal {D}}} gilt:[1][4]
{\displaystyle ({\mathcal {C}}\star {\mathcal {D}})^{\mathrm {op} }\cong {\mathcal {C}}^{\mathrm {op} }\star {\mathcal {D}}^{\mathrm {op} }.}

- Unter dem Nerv wird der Verbund kleiner Kategorien zum Verbund simplizialer Mengen. Für kleine Kategorien {\displaystyle {\mathcal {C}}} und {\displaystyle {\mathcal {D}}} gilt:[5][6]
{\displaystyle N({\mathcal {C}}\star {\mathcal {D}})\cong N{\mathcal {C}}*N{\mathcal {D}}.}